# John Lewis Gillin
John Lewis Gillin (* 12. Oktober 1871 in Hudson, Black Hawk County, Iowa; † 8. Dezember 1958) war ein US-amerikanischer Soziologe und 16. Präsident der American Sociological Association. Er war ein früher Vertreter der Kriminalsoziologie.
Nach ersten Studien wurde Gillin als Pfarrer der Church of the Brethren ordiniert. 1906 wurde er dann an der Columbia University zum Ph.D. promoviert. Danach war er erst an einem College in Ohio und dann an der University of Iowa tätig. Ab 1912 lehrte er 46 Jahre als Soziologie-Professor an der University of Wisconsin.

## Schriften (Auswahl)
- Outlines of sociology, 1915 (mit Frank Wilson Blackmar)
- Poverty and dependency. Their relief and prevention, 1926
- Criminology and Penology, 1929.